# Liên Khui Thìn
Liên Khui Thìn là một doanh nhân từng nổi tiếng trong vụ án EPCO - Minh Phụng tại Việt Nam. Liên Khui Thìn đã góp vốn và từng là giám đốc, kiêm Phó chủ tịch Hội đồng quản trị (HĐQT) Công ty Epco. Năm 2001, ông đã bị cơ quan chức năng bắt tạm giam trong vụ án Epco - Minh Phụng cùng với Chủ tịch HĐQT (đại diện góp vốn của ủy ban nhân dân quận 3). Ông bị kết án từ hình, nhưng sau đó được chuyển thành án Chung thân.
Ngày 24-3-1997, ông Liên Khui Thìn - nguyên Tổng Giám đốc Epco bị bắt vì hành vi lừa đảo chiếm đoạt tài sản, bị buộc tội chiếm đoạt của doanh nghiệp hàng ngàn tỷ đồng. Đây có thể coi là một vụ án kinh tế có quy mô lớn nhất vào thời điểm đó. Ông Thìn cùng với Tăng Minh Phụng đã bị tuyên án tử hình.
Sau đó, ngày 8/9/2003, khi đang thụ án tại trại giam Chí Hòa, cựu giám đốc Epco được Chủ tịch nước quyết định giảm án từ tử hình xuống chung thân. Tiếp đó, vào đầu năm 2008, do cải tạo tốt, góp nhiều công sức trong việc xây dựng môi trường trại giam và tích cực thi hành án dân sự... nên Liên Khui Thìn được xét giảm án xuống còn 20 năm. Sau khi thụ án được 12 năm, ngày 2/9/2009, ông được đặc xá, nhưng vẫn phải tiếp tục bồi hoàn 480 tỷ còn lại (sau khi đã bồi hoàn 500 tỷ).
Vợ cũ (vợ thứ hai) của ông Thìn là bà Đoàn Thị Kim Hồng, một doanh nhân thành đạt, đã kết hôn với ông Lê Hoàng Châu – chủ tịch Hiệp hội bất động sản thành phố Hồ Chí Minh. Bà Hồng và ông Thìn có chung một con trai.

## Tiểu sử
Liên Khui Thìn sinh năm 1952 tại thị trấn Ninh Hòa, tỉnh Khánh Hòa. Ông lớn lên và theo học hết bậc trung học tại Nha Trang. Năm 1971, sau khi đỗ tú tài toàn phần, ông vào Sài Gòn, ghi danh học tại Đại học Khoa học Sài Gòn. Ông từng tham gia phong trào sinh viên đấu tranh chống Mỹ, Thiệu và là Phó chủ tịch Tổng hội sinh viên miền Trung.
Tháng 5/1975, Liên Khui Thìn về công tác tại Thành đoàn, là Trưởng phòng Khoa học kỹ thuật Nhà Văn hóa thanh niên TP HCM.
Năm 1982, Tổ hợp sản xuất, chế biến mực xuất khẩu của Liên Khui Thìn ra đời, văn phòng đặt tại số 1 đường Nguyễn Thượng Hiền, quận 3, thuê lại của Công an quận 3. Để nắm vững đầu vào, Liên Khui Thìn tổ chức một mạng lưới thu mua mực tươi, không chỉ ở Khánh Hòa, mà vươn ra đến tận Tuy Hòa, Bình Định, Quảng Ngãi, Quảng Nam, kéo dài xuống Phan Thiết, Kiên Giang.
Năm 1985, Tổ hợp sản xuất, chế biến mực xuất khẩu trở thành Xí nghiệp Sản xuất, chế biến hàng nông, hải sản quận 3, và Liên Khui Thìn vẫn là giám đốc. Đến năm 1992, Xí nghiệp sản xuất, chế biến hàng nông hải sản quận 3 trở thành Công ty TNHH sản xuất, thương mại, dịch vụ xuất khẩu quận 3 (gọi tắt là Epco).

## Công ty EPCO
Công ty TNHH kinh doanh XNK, chế biến Nông hải sản, Du lịch, Khách sạn quận 3 (Cty TNHH Epco) được Ủy ban nhân dân Thành phố Hồ Chí Minh cấp giấy phép thành lập ngày 15.8.1992, với vốn điều lệ là 5 tỷ đồng và 5 thành viên sáng lập là: Nguyễn Tuấn Phúc (Chủ tịch HĐQT), Liên Khui Thìn (Phó Chủ tịch HĐQT kiêm GĐ), Huỳnh Đức Phúc, Lê Phước Bốn và Huỳnh Minh Đức.
Theo đó, Ủy ban nhân dân quận 3 góp 50% vốn, do Nguyễn Tuấn Phúc đại diện. Liên Khui Thìn góp 14% và các thành viên còn lại (Huỳnh Đức Phúc, Lê Phước Bốn, Huỳnh Minh Đức) mỗi người góp 12%.
Nhưng, tại bản án sơ thẩm và phúc thẩm vụ án Epco - Minh Phụng đã kết luận: Trong giai đoạn thành lập Cty Epco, "không có căn cứ thể hiện việc góp vốn của ủy ban nhân dân quận 3 vào Cty". Thực chất, Cty do 5 thành viên có tên trên góp vốn sáng lập, rồi "gắn" danh nghĩa nhà nước (ủy ban nhân dân quận 3) để dễ bề hoạt động.
Hồi còn là Giám đốc Công ty Epco, trong tay Liên Khui Thìn có hàng trăm hécta đất, hàng chục nhà xưởng, khu công nghiệp ở Thành phố Hồ Chí Minh, ở Bà Rịa – Vũng Tàu,  Bình Dương, Nha Trang. Khi ông Thìn bị bắt và đi tù, những tài sản này bị cấn trừ nợ, bị tẩu tán hoặc bán rẻ như cho.
Epco-Minh Phụng là liên doanh của Thành phố Hồ Chí Minh từng nổi đình nổi đám một thời về nhiều nghĩa. Bất ngờ, vụ án nổ ra lần lượt những đại gia có tiếng và cán bộ ngành ngân hàng phải vào tù vì những sai phạm trong quản lý tài chính, vi phạm các quản lý nhà nước, như Tăng Minh Phụng, Phạm Nhật Hồng, Nguyễn Ngọc Bích, Nguyễn Tuấn Phúc... Trong vụ án này, tòa án đã tuyên ông  Liên Khui Thìn  (Giám đốc công ty Epco), bị án tử hình về tội lừa đảo. Còn ông Phúc (Chủ tịch Hội đồng quản trị  công ty) cũng bị mức án tử hình về đưa hối lộ.

## Sau khi thi hành án
Sau khi thụ án được 12 năm, ngày 2/9/2009, ông được tuyên đặc xá, nhưng vẫn phải tiếp tục bồi hoàn 480 tỷ còn lại (sau khi đã bồi hoàn 500 tỷ). Có nhiều ý kiến thắc mắc tại sao ông Thìn chưa bồi hoàn xong mà vẫn được ra tù. Căn cứ vào bản án hình sự phúc thẩm số 05/HSPT ngày 12/01/2000, ông Liên Khui Thìn phải liên đới cùng 3 người khác là Nguyễn Tuấn Phúc,Phạm Nhật Hồng và Nguyễn Ngọc Bích bồi thường số tiền là 1019 tỷ đồng. Tính đến 31/8/2009, bản thân ông Thìn đã tích cực thi hành được 538 tỷ đồng,những người khác chưa nộp đồng nào, còn 481 tỷ đ, ông Thìn cam kết sẽ trả hết vì tài sản ông đầu tư trên các sở đất tại quận 2,9 và Thủ đức còn rất nhiều. Mặt khác, ông còn là chủ của các công ty như Công ty TNHH An Khánh, Công ty Tây Sơn, Công ty TNHH Hồng Long....Riêng đối với công ty Hồng Long có trụ sở tại 282 Nam Kỳ Khởi Nghĩa, Q.3,TP.HCM, ông nắm giữ 75% vốn cổ phần. Căn nhà 282 NKKN do ông chuyển nhượng từ Nguyễn Đăng Quang, giám đốc công ty sơn mài Lam Sơn, ngoài ra tại công ty Hồng Long còn 13 tài sản khác chưa được kê khai trong hồ sơ thi hành án.
Ngày Liên Khui Thìn được đặc xá ra khỏi trại giam, một Thiếu tướng Công an - hiện là Giám đốc Công an của một tỉnh - người cùng hoạt động với Liên Khui Thìn hồi sinh viên, đã sửa chữa lại một căn phòng trong nhà mình để Liên Khui Thìn bước đầu có chỗ tạm trú. Có thể do các mối quan hệ từ trước mà ông Thìn được ra sớm. Hoặc đó là sự đền bù muộn màng cho những gì ông Thìn đáng ra không phải chịu.
Sau khi được ra tù năm 2009, ông Thìn trở về làm kinh tế. Ông là một trong những người sáng lập ra Quỹ Hoàn Lương. Hiện nay Quỹ Hoàn Lương được đổi tên thành Quỹ Hòa nhập và Phát triển cộng đồng.

Ông có tranh chấp về số cổ phần hiện có trong công ty EPCO.
Ông được các cổ đông bầu làm chủ tịch hội đồng thành viên kiêm giám đốc công ty EPCO nhiệm kỳ 2011-2016 và đang đòi quyền điều hành công ty từ người chiếm giữ bất hợp pháp là ông Nguyễn Lộc Ri, một phó giám đốc của EPCO từ trước năm 1997, nhưng không phải là cổ đông của công ty.